# Kenyapithecus wickeri

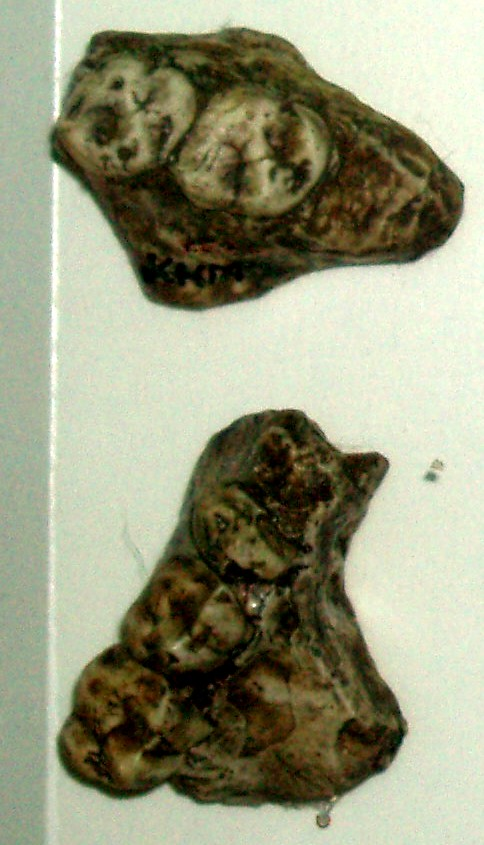
Kenyapithecus wickeri: Backenzähne

Kenyapithecus wickeri ist eine ausgestorbene Art der Primaten aus der Gattung Kenyapithecus, die während des mittleren Miozäns in Kenia vorkam. In der Nähe von Fort Ternan, 60 km östlich von Kisumu entdeckte Fossilien, die in der Erstbeschreibung von Kenyapithecus wickeri im Jahr 1961 zu dieser Art gestellt wurden, stammen aus einer Erdschicht, deren Alter zunächst mit Hilfe der Kalium-Argon-Methode und anhand von biostratigraphischen Analysen in die Zeit vor rund 14 Millionen Jahren datiert und später durch die 39Ar-40Ar-Methode bestätigt wurde.

## Namensgebung
Kenyapithecus ist ein Neologismus. Die Bezeichnung der Gattung ist abgeleitet vom Fundort in Kenia (engl.: Kenya) sowie vom griechischen Wort πίθηκος (altgriechisch ausgesprochen píthēkos: „Affe“). Das Epitheton wickeri verweist auf den Farmer Fred Wicker, auf dessen Gelände die Fossilien entdeckt wurden. Kenyapithecus wickeri bedeutet somit sinngemäß „Wicker'scher Kenia-Affe“.
Wicker hatte Louis Leakey 1959 auf Fossilien führende Schichten hingewiesen und ihm Zufallsfunde zukommen lassen; eine systematische Grabung fand jedoch erstmals im April 1961 statt. Die Ausgrabungsstätte befindet sich nur wenige Kilometer östlich von Koru, wo die ersten Fossilien von Proconsul africanus und Limnopithecus legetet (einem kleinwüchsigen Primaten aus dem Formenkreis der Proconsulidae) entdeckt worden waren.

## Erstbeschreibung
Als Holotypus wurden in der Erstbeschreibung zwei zusammengehörige, bezahnte Oberkiefer-Fragmente und ein Unterkiefer-Molar des gleichen Individuums ausgewiesen. Anhand der Zahnmerkmale – insbesondere der labialen Rinne eines erhaltenen Eckzahns – wurde der Fund als den Vorfahren der Menschenaffen nahestehend erkannt und von Sivapithecus unterschieden. 1967 berichtete Louis Leakey von einem jüngst entdeckten Schneidezahn aus der gleichen Fundschicht des Holotypus, der „bemerkenswert ähnlich dem von Homo“ sei und sich stark von den Schneidezähnen der Gattung Proconsul (insbesondere von Proconsul africanus und Proconsul nyanzae) unterscheide.
Kenyapithecus wickeri ist zugleich die Typusart der Gattung Kenyapithecus. Einige 1967 ebenfalls von Louis Leakey der Gattung Kenyapithecus zugeordnete, als Kenyapithecus africanus benannte Fossilien, wurden 1999 mit jüngeren Funden zu Equatorius africanus gestellt.
Die Zuordnung der Art zu einer Familie im Stammbaum der Menschenartigen wurde in der Erstbeschreibung durch Louis Leakey ausdrücklich als incertae sedis („unklar“) bezeichnet, und das gilt noch immer. Zeitweise wurde die Zuordnung der Funde zu einer eigenen Gattung bestritten; stattdessen wurden sie als Ramapithecus wickeri bezeichnet, als identisch mit Ramapithecus brevirostris gedeutet oder zu der vorwiegend aus der Türkei bekannten Gattung Griphopithecus gestellt.

## Weitere Funde
1977 wurden Zahnfunde aus der Grabungsstätte Paşalar (Türkei) ebenfalls Kenyapithecus wickeri zugeschrieben. Andere Zahnfunde aus Paşalar wurden 2008 als Kenyapithecus kizili von Kenyapithecus wickeri abgetrennt.

## Habitat
Das Habitat wurde anhand von Fossilien weiterer Tierarten (darunter Vorfahren der Antilopen und Giraffen) als Savannen-artig beschrieben; hierauf weisen auch die relativ dicken Zahnschmelz-Schichten hin, aus denen auf eine relativ hartfaserige Nahrung geschlossen werden kann.

## Belege
1. ↑  L. S. B. Leakey: A new Lower Pliocene fossil primate from Kenya. In: The Annals & Magazine of Natural History. Band 4, Serie 13, 1961, S. 689–696.
2. ↑  Pat Shipman et al.: The Fort Ternan hominoid site, Kenya: Geology, age, taphonomy and paleoecology. In: Journal of Human Evolution. Band 10, Nr. 1, 1981, S. 49–72, doi:10.1016/S0047-2484(81)80025-5.
3. ↑  L. S. B. Leakey: An Early Miocene Member of Hominidae. In: Nature. Band 213, 1967, S. 155–163, doi:10.1038/213155a0.
4. ↑  Steve Ward, Barbara Brown, Andrew Hill, Jay Kelley und Will Downs: Equatorius: A New Hominoid Genus from the Middle Miocene of Kenya. In: Science. Band 285, Nr. 5432, 1999, S. 1382–1386, doi:10.1126/science.285.5432.1382.
5. 1 2  Camilo J. Cela-Conde, Francisco José Ayala: Human Evolution. Trails from the Past. Oxford University Press, 2007, S. 64–67.
6. ↑  Peter Andrews: Ramapithecus wickeri Mandible from Fort Ternan, Kenya. In: Nature. Band 231, 1971, S. 192–194, doi:10.1038/231192a0.
7. ↑  Elwyn L. Simons und David Pilbeam: Preliminary revision of the Dryopithecinae (Pongidae, Anthropoidea). In: Folia Primatologica. Band 3, 1965, S. 81–98; doi:10.1159/000155026.
8. ↑  Peter Andrews, Heinz Tobien: New Miocene locality in Turkey with evidence on the origin of Ramapithecus and Sivapithecus. In: Nature. Band 268, 1977, S. 699–701, doi:10.1038/268699a0.